# Liga de Campeones de la UEFA 2004-05
La Liga de Campeones de la UEFA 2004-05 fue la 50.ª edición en la historia de la competición. Se disputó entre julio de 2004 y mayo de 2005, con la participación inicial de 72 equipos, representantes de 48 federaciones nacionales diferentes.
La final, a partido único, tuvo lugar el 25 de mayo de 2005 en el Estadio Olímpico Atatürk de Estambul, en Turquía, y en ella el Liverpool se alzó como vencedor sobre el Milan en la tanda de penaltis después de empatar un 3-0 adverso en tan solo 6 minutos. Se trata de la final con más goles del actual formato, también es conocida como "El milagro de Estambul"
El campeón, Liverpool, se clasificó con esta victoria para la Supercopa de Europa 2005 y al Campeonato Mundial de Clubes de la FIFA 2005.

## Fase clasificatoria

### Primera ronda clasificatoria
El sorteo se realizó el 25 de junio de 2004 en la sede de la UEFA en Nyon
Los partidos se disputaron el 13, 14 y 21 de julio de 2004.
| Equipo local ida    | Resultado | Equipo visitante ida | Ida | Vuelta |
| ------------------- | --------- | -------------------- | --- | ------ |
| FC Flora Tallinn    | 3:7       | ND Gorica            | 2:4 | 1:3    |
| KR Reykjavík        | 2:2(v)    | Shelbourne           | 2:2 | 0:0    |
| FC WIT Georgia      | 5:3       | HB Tórshavn          | 5:0 | 0:3    |
| Skonto Riga         | 7:1       | Rhyl FC              | 4:0 | 3:1    |
| Sliema Wanderers FC | 1:6       | FBK Kaunas           | 0:2 | 1:4    |
| Linfield            | 0:2       | HJK Helsinki         | 0:1 | 0:1    |
| FC Gomel            | 1:2       | KF Tirana            | 0:2 | 1:0    |
| FC Sheriff Tiraspol | 2:1       | Jeunesse Esch        | 2:0 | 0:1    |
| FK Pobeda           | 2:4       | FC Pyunik            | 1:3 | 1:1    |
| NK Široki Brijeg    | 2:2(v)    | Neftchi Baku         | 2:1 | 0:1    |

### Segunda ronda clasificatoria
El sorteo se realizó el 25 de junio de 2004 en la sede de la UEFA en Nyon
Los partidos se disputaron el 27 y 28 de julio y 4 de agosto de 2004.
| Equipo local ida | Resultado | Equipo visitante ida      | Ida | Vuelta |
| ---------------- | --------- | ------------------------- | --- | ------ |
| ND Gorica        | 6:2       | Copenhague                | 1:2 | 5:0    |
| Hajduk Split     | 3:4       | Shelbourne                | 3:2 | 0:2    |
| FC WIT Georgia   | 2:11      | Wisla Cracovia            | 2:8 | 0:3    |
| Skonto Riga      | 1:4       | Trabzonspor               | 1:1 | 0:3    |
| Djurgårdens IF   | 2:0       | FBK Kaunas                | 0:0 | 2:0    |
| HJK Helsinki     | 0:1       | Maccabi Tel Aviv          | 0:0 | 0:1    |
| KF Tirana        | 3:3(v)    | Ferencváros               | 2:3 | 1:0    |
| APOEL Nicosia    | 3:4       | AC Sparta Praha           | 2:2 | 1:2    |
| MŠK Žilina       | 0:2       | Dinamo Bucarest           | 0:1 | 0:1    |
| Rosenborg BK     | 4:1       | FC Sheriff Tiraspol       | 2:1 | 2:0    |
| BSC Young Boys   | 2:5       | Estrella Roja de Belgrado | 2:2 | 0:3    |
| FC Pyunik        | 1:4       | FC Shakhtar Donetsk       | 1:3 | 0:1    |
| Club Brujas      | 6:0       | Lokomotiv Plovdiv         | 2:0 | 4:0    |
| Neftchi Baku     | 0:2       | CSKA Moscú                | 0:0 | 0:2    |

### Tercera ronda clasificatoria
El sorteo se realizó el 30 de julio de 2004 en la sede de la UEFA en Nyon
Los partidos se disputaron el 10, 11, 24 y 25 de agosto de 2004.
| Equipo local ida          | Resultado | Equipo visitante ida   | Ida | Vuelta  |
| ------------------------- | --------- | ---------------------- | --- | ------- |
| Grazer AK                 | 1:2       | Liverpool              | 0:2 | 1:0     |
| ND Gorica                 | 0:9       | Mónaco                 | 0:3 | 0:6     |
| Shelbourne                | 0:3       | Deportivo de La Coruña | 0:0 | 0:3     |
| Bayer Leverkusen          | 6:2       | FC Baník Ostrava       | 5:0 | 1:2     |
| Wisla Cracovia            | 1:5       | Real Madrid            | 0:2 | 1:3     |
| FC Dinamo de Kiev         | 3:2       | Trabzonspor            | 1:2 | 2:0     |
| Juventus                  | 6:3       | Djurgårdens IF         | 2:2 | 4:1     |
| PAOK Salónica             | 0:4       | Maccabi Tel Aviv       | 0:3 | 0:1     |
| Ferencváros               | 1:2       | AC Sparta Praha        | 1:0 | 0:2(pr) |
| Dinamo Bucarest           | 1:5       | Manchester United      | 1:2 | 0:3     |
| Rosenborg BK              | 5:3       | Maccabi Haifa          | 2:1 | (pr)3:2 |
| Estrella Roja de Belgrado | 3:7       | PSV Eindhoven          | 3:2 | 0:5     |
| FC Shakhtar Donetsk       | 6:3       | Club Brujas            | 4:1 | 2:2     |
| Benfica                   | 1:3       | Anderlecht             | 1:0 | 0:3     |
| FC Basel                  | 2:5       | Inter de Milán         | 1:1 | 1:4     |
| CSKA Moscú                | 3:2       | Rangers                | 2:1 | 1:1     |

## Fase de grupos
Los equipos en azul son los que se clasifican para octavos de final, y los verdes los que pasan a la Copa de la UEFA
El sorteo se realizó el 26 de agosto de 2004 en Mónaco

### Grupo A
| Pos. | Equipo                 | Pts. | PJ | G | E | P | GF | GC | Dif. | Clasificación               |
| ---- | ---------------------- | ---- | -- | - | - | - | -- | -- | ---- | --------------------------- |
| 1    | Mónaco                 | 12   | 6  | 4 | 0 | 2 | 10 | 4  | +6   | Acceso a octavos de final   |
| 2    | Liverpool              | 10   | 6  | 3 | 1 | 2 | 6  | 3  | +3   | Acceso a octavos de final   |
| 3    | Olympiacos             | 10   | 6  | 3 | 1 | 2 | 5  | 5  | 0    | Acceso a la Copa de la UEFA |
| 4    | Deportivo de La Coruña | 2    | 6  | 0 | 2 | 4 | 0  | 9  | −9   |                             |

 Fuente: [cita requerida]
| \| Jor. \| Fecha \| Estadio \| Local \| Resultado \| Visitante \| \| ---- \| ---------------- \| -------------------- \| ---------------------- \| --------- \| ---------------------- \| \| 1 \| 15 de septiembre \| Anfield Road \| Liverpool \| 2:0 \| AS Monaco \| \| 1 \| 15 de septiembre \| Riazor \| Deportivo de La Coruña \| 0:0 \| Olympiacos \| \| 2 \| 28 de septiembre \| Stade Louis II \| AS Monaco \| 2:0 \| Deportivo de La Coruña \| \| 2 \| 28 de septiembre \| Georgios Karaiskakis \| Olympiacos \| 1:0 \| Liverpool \| \| 3 \| 19 de octubre \| Anfield Road \| Liverpool \| 0:0 \| Deportivo de La Coruña \| \| 3 \| 19 de octubre \| Stade Louis II \| AS Monaco \| 2:1 \| Olympiacos \| \| 4 \| 3 de noviembre \| Riazor \| Deportivo de La Coruña \| 0:1 \| Liverpool \| \| 4 \| 3 de noviembre \| Georgios Karaiskakis \| Olympiacos \| 1:0 \| AS Monaco \| \| 5 \| 23 de noviembre \| Stade Louis II \| AS Monaco \| 1:0 \| Liverpool \| \| 5 \| 23 de noviembre \| Georgios Karaiskakis \| Olympiacos \| 1:0 \| Deportivo de La Coruña \| \| 6 \| 8 de diciembre \| Anfield Road \| Liverpool \| 3:1 \| Olympiacos \| \| 6 \| 8 de diciembre \| Riazor \| Deportivo de La Coruña \| 0:5 \| AS Monaco \| |                  |                      |                        |           |                        |
| Jor. | Fecha            | Estadio              | Local                  | Resultado | Visitante              |
| 1 | 15 de septiembre | Anfield Road         | Liverpool              | 2:0       | AS Monaco              |
| 1 | 15 de septiembre | Riazor               | Deportivo de La Coruña | 0:0       | Olympiacos             |
| 2 | 28 de septiembre | Stade Louis II       | AS Monaco              | 2:0       | Deportivo de La Coruña |
| 2 | 28 de septiembre | Georgios Karaiskakis | Olympiacos             | 1:0       | Liverpool              |
| 3 | 19 de octubre    | Anfield Road         | Liverpool              | 0:0       | Deportivo de La Coruña |
| 3 | 19 de octubre    | Stade Louis II       | AS Monaco              | 2:1       | Olympiacos             |
| 4 | 3 de noviembre   | Riazor               | Deportivo de La Coruña | 0:1       | Liverpool              |
| 4 | 3 de noviembre   | Georgios Karaiskakis | Olympiacos             | 1:0       | AS Monaco              |
| 5 | 23 de noviembre  | Stade Louis II       | AS Monaco              | 1:0       | Liverpool              |
| 5 | 23 de noviembre  | Georgios Karaiskakis | Olympiacos             | 1:0       | Deportivo de La Coruña |
| 6 | 8 de diciembre   | Anfield Road         | Liverpool              | 3:1       | Olympiacos             |
| 6 | 8 de diciembre   | Riazor               | Deportivo de La Coruña | 0:5       | AS Monaco              |

### Grupo B
| Pos. | Equipo           | Pts. | PJ | G | E | P | GF | GC | Dif. | Clasificación               |
| ---- | ---------------- | ---- | -- | - | - | - | -- | -- | ---- | --------------------------- |
| 1    | Bayer Leverkusen | 11   | 6  | 3 | 2 | 1 | 13 | 7  | +6   | Acceso a octavos de final   |
| 2    | Real Madrid      | 11   | 6  | 3 | 2 | 1 | 11 | 8  | +3   | Acceso a octavos de final   |
| 3    | Dinamo de Kiev   | 10   | 6  | 3 | 1 | 2 | 11 | 8  | +3   | Acceso a la Copa de la UEFA |
| 4    | Roma             | 1    | 6  | 0 | 1 | 5 | 4  | 16 | −12  |                             |

 Fuente: [cita requerida]
| \| Jor. \| Fecha \| Estadio \| Local \| Resultado \| Visitante \| \| ---- \| ---------------- \| ----------------------- \| ---------------- \| --------- \| ---------------- \| \| 1 \| 15 de septiembre \| BayArena \| Bayer Leverkusen \| 3:0 \| Real Madrid \| \| 1 \| 15 de septiembre \| Stadio Olimpico di Roma \| A.S. Roma \| 0:3[2] \| Dinamo de Kiev \| \| 2 \| 28 de septiembre \| Santiago Bernabéu \| Real Madrid \| 4:2 \| AS Roma \| \| 2 \| 28 de septiembre \| Lobanovsky Stadium \| Dinamo de Kiev \| 4:2 \| Bayer Leverkusen \| \| 3 \| 19 de octubre \| BayArena \| Bayer Leverkusen \| 3:1 \| AS Roma \| \| 3 \| 19 de octubre \| Santiago Bernabéu \| Real Madrid \| 1:0 \| Dinamo de Kiev \| \| 4 \| 3 de noviembre \| Stadio Olimpico di Roma \| AS Roma \| 1:1 \| Bayer Leverkusen \| \| 4 \| 3 de noviembre \| Lobanovsky Stadium \| Dinamo de Kiev \| 2:2 \| Real Madrid \| \| 5 \| 23 de noviembre \| Santiago Bernabéu \| Real Madrid \| 1:1 \| Bayer Leverkusen \| \| 5 \| 23 de noviembre \| Lobanovsky Stadium \| Dinamo de Kiev \| 2:0 \| AS Roma \| \| 6 \| 8 de diciembre \| BayArena \| Bayer Leverkusen \| 3:0 \| Dinamo de Kiev \| \| 6 \| 8 de diciembre \| Stadio Olimpico di Roma \| AS Roma \| 0:3 \| Real Madrid \| |                  |                         |                  |           |                  |
| Jor. | Fecha            | Estadio                 | Local            | Resultado | Visitante        |
| 1 | 15 de septiembre | BayArena                | Bayer Leverkusen | 3:0       | Real Madrid      |
| 1 | 15 de septiembre | Stadio Olimpico di Roma | A.S. Roma        | 0:3       | Dinamo de Kiev   |
| 2 | 28 de septiembre | Santiago Bernabéu       | Real Madrid      | 4:2       | AS Roma          |
| 2 | 28 de septiembre | Lobanovsky Stadium      | Dinamo de Kiev   | 4:2       | Bayer Leverkusen |
| 3 | 19 de octubre    | BayArena                | Bayer Leverkusen | 3:1       | AS Roma          |
| 3 | 19 de octubre    | Santiago Bernabéu       | Real Madrid      | 1:0       | Dinamo de Kiev   |
| 4 | 3 de noviembre   | Stadio Olimpico di Roma | AS Roma          | 1:1       | Bayer Leverkusen |
| 4 | 3 de noviembre   | Lobanovsky Stadium      | Dinamo de Kiev   | 2:2       | Real Madrid      |
| 5 | 23 de noviembre  | Santiago Bernabéu       | Real Madrid      | 1:1       | Bayer Leverkusen |
| 5 | 23 de noviembre  | Lobanovsky Stadium      | Dinamo de Kiev   | 2:0       | AS Roma          |
| 6 | 8 de diciembre   | BayArena                | Bayer Leverkusen | 3:0       | Dinamo de Kiev   |
| 6 | 8 de diciembre   | Stadio Olimpico di Roma | AS Roma          | 0:3       | Real Madrid      |

### Grupo C
| Pos. | Equipo           | Pts. | PJ | G | E | P | GF | GC | Dif. | Clasificación               |
| ---- | ---------------- | ---- | -- | - | - | - | -- | -- | ---- | --------------------------- |
| 1    | Juventus         | 16   | 6  | 5 | 1 | 0 | 6  | 1  | +5   | Acceso a octavos de final   |
| 2    | Bayern Múnich    | 10   | 6  | 3 | 1 | 2 | 12 | 5  | +7   | Acceso a octavos de final   |
| 3    | Ajax             | 4    | 6  | 1 | 1 | 4 | 6  | 10 | −4   | Acceso a la Copa de la UEFA |
| 4    | Maccabi Tel Aviv | 4    | 6  | 1 | 1 | 4 | 4  | 12 | −8   |                             |

 Fuente: [cita requerida]
| \| Jor. \| Fecha \| Estadio \| Local \| Resultado \| Visitante \| \| ---- \| ---------------- \| -------------------------- \| ---------------- \| --------- \| ---------------- \| \| 1 \| 15 de septiembre \| Ámsterdam Arena \| Ajax Ámsterdam \| 0:1 \| Juventus \| \| 1 \| 15 de septiembre \| Ramat Gan Stadium \| Maccabi Tel Aviv \| 0:1 \| Bayern Múnich \| \| 2 \| 28 de septiembre \| Stadio Delle Alpi \| Juventus \| 1:0 \| Maccabi Tel Aviv \| \| 2 \| 28 de septiembre \| Estadio Olímpico de Múnich \| Bayern Múnich \| 4:0 \| Ajax Ámsterdam \| \| 3 \| 19 de octubre \| Ámsterdam Arena \| Ajax Ámsterdam \| 3:0 \| Maccabi Tel Aviv \| \| 3 \| 19 de octubre \| Stadio Delle Alpi \| Juventus \| 1:0 \| Bayern Múnich \| \| 4 \| 3 de noviembre \| Ramat Gan Stadium \| Maccabi Tel Aviv \| 2:1 \| Ajax Ámsterdam \| \| 4 \| 3 de noviembre \| Estadio Olímpico de Múnich \| Bayern Múnich \| 0:1 \| Juventus \| \| 5 \| 23 de noviembre \| Stadio Delle Alpi \| Juventus \| 1:0 \| Ajax Ámsterdam \| \| 5 \| 23 de noviembre \| Estadio Olímpico de Múnich \| Bayern Múnich \| 5:1 \| Maccabi Tel Aviv \| \| 6 \| 8 de diciembre \| Ámsterdam Arena \| Ajax Ámsterdam \| 2:2 \| Bayern Múnich \| \| 6 \| 8 de diciembre \| Ramat Gan Stadium \| Maccabi Tel Aviv \| 1:1 \| Juventus \| |                  |                            |                  |           |                  |
| Jor. | Fecha            | Estadio                    | Local            | Resultado | Visitante        |
| 1 | 15 de septiembre | Ámsterdam Arena            | Ajax Ámsterdam   | 0:1       | Juventus         |
| 1 | 15 de septiembre | Ramat Gan Stadium          | Maccabi Tel Aviv | 0:1       | Bayern Múnich    |
| 2 | 28 de septiembre | Stadio Delle Alpi          | Juventus         | 1:0       | Maccabi Tel Aviv |
| 2 | 28 de septiembre | Estadio Olímpico de Múnich | Bayern Múnich    | 4:0       | Ajax Ámsterdam   |
| 3 | 19 de octubre    | Ámsterdam Arena            | Ajax Ámsterdam   | 3:0       | Maccabi Tel Aviv |
| 3 | 19 de octubre    | Stadio Delle Alpi          | Juventus         | 1:0       | Bayern Múnich    |
| 4 | 3 de noviembre   | Ramat Gan Stadium          | Maccabi Tel Aviv | 2:1       | Ajax Ámsterdam   |
| 4 | 3 de noviembre   | Estadio Olímpico de Múnich | Bayern Múnich    | 0:1       | Juventus         |
| 5 | 23 de noviembre  | Stadio Delle Alpi          | Juventus         | 1:0       | Ajax Ámsterdam   |
| 5 | 23 de noviembre  | Estadio Olímpico de Múnich | Bayern Múnich    | 5:1       | Maccabi Tel Aviv |
| 6 | 8 de diciembre   | Ámsterdam Arena            | Ajax Ámsterdam   | 2:2       | Bayern Múnich    |
| 6 | 8 de diciembre   | Ramat Gan Stadium          | Maccabi Tel Aviv | 1:1       | Juventus         |

### Grupo D
| Pos. | Equipo            | Pts. | PJ | G | E | P | GF | GC | Dif. | Clasificación               |
| ---- | ----------------- | ---- | -- | - | - | - | -- | -- | ---- | --------------------------- |
| 1    | Olympique de Lyon | 13   | 6  | 4 | 1 | 1 | 17 | 8  | +9   | Acceso a octavos de final   |
| 2    | Manchester United | 11   | 6  | 3 | 2 | 1 | 14 | 9  | +5   | Acceso a octavos de final   |
| 3    | Fenerbahçe        | 9    | 6  | 3 | 0 | 3 | 10 | 13 | −3   | Acceso a la Copa de la UEFA |
| 4    | Sparta Praga      | 1    | 6  | 0 | 1 | 5 | 2  | 13 | −11  |                             |

 Fuente: [cita requerida]
| \| Jor. \| Fecha \| Estadio \| Local \| Resultado \| Visitante \| \| ---- \| ---------------- \| ----------------------- \| ----------------- \| --------- \| ----------------- \| \| 1 \| 15 de septiembre \| Şükrü Saracoğlu Stadium \| Fenerbahçe \| 1:0 \| Sparta Praga \| \| 1 \| 15 de septiembre \| Stade Gerland \| Olympique Lyon \| 2:2 \| Manchester United \| \| 2 \| 28 de septiembre \| Letná Stadium \| Sparta Praga \| 1:2 \| Olympique Lyon \| \| 2 \| 28 de septiembre \| Old Trafford \| Manchester United \| 6:2 \| Fenerbahçe \| \| 3 \| 19 de octubre \| Şükrü Saracoğlu Stadium \| Fenerbahçe \| 1:3 \| Olympique Lyon \| \| 3 \| 19 de octubre \| Letná Stadium \| Sparta Praga \| 0:0 \| Manchester United \| \| 4 \| 3 de noviembre \| Stade Gerland \| Olympique Lyon \| 4:2 \| Fenerbahçe \| \| 4 \| 3 de noviembre \| Old Trafford \| Manchester United \| 4:1 \| Sparta Praga \| \| 5 \| 23 de noviembre \| Letná Stadium \| Sparta Praga \| 0:1 \| Fenerbahçe \| \| 5 \| 23 de noviembre \| Old Trafford \| Manchester United \| 2:1 \| Olympique Lyon \| \| 6 \| 8 de diciembre \| Şükrü Saracoğlu Stadium \| Fenerbahçe \| 3:0 \| Manchester United \| \| 6 \| 8 de diciembre \| Stade Gerland \| Olympique Lyon \| 5:0 \| Sparta Praga \| |                  |                         |                   |           |                   |
| Jor. | Fecha            | Estadio                 | Local             | Resultado | Visitante         |
| 1 | 15 de septiembre | Şükrü Saracoğlu Stadium | Fenerbahçe        | 1:0       | Sparta Praga      |
| 1 | 15 de septiembre | Stade Gerland           | Olympique Lyon    | 2:2       | Manchester United |
| 2 | 28 de septiembre | Letná Stadium           | Sparta Praga      | 1:2       | Olympique Lyon    |
| 2 | 28 de septiembre | Old Trafford            | Manchester United | 6:2       | Fenerbahçe        |
| 3 | 19 de octubre    | Şükrü Saracoğlu Stadium | Fenerbahçe        | 1:3       | Olympique Lyon    |
| 3 | 19 de octubre    | Letná Stadium           | Sparta Praga      | 0:0       | Manchester United |
| 4 | 3 de noviembre   | Stade Gerland           | Olympique Lyon    | 4:2       | Fenerbahçe        |
| 4 | 3 de noviembre   | Old Trafford            | Manchester United | 4:1       | Sparta Praga      |
| 5 | 23 de noviembre  | Letná Stadium           | Sparta Praga      | 0:1       | Fenerbahçe        |
| 5 | 23 de noviembre  | Old Trafford            | Manchester United | 2:1       | Olympique Lyon    |
| 6 | 8 de diciembre   | Şükrü Saracoğlu Stadium | Fenerbahçe        | 3:0       | Manchester United |
| 6 | 8 de diciembre   | Stade Gerland           | Olympique Lyon    | 5:0       | Sparta Praga      |

### Grupo E
| Pos. | Equipo        | Pts. | PJ | G | E | P | GF | GC | Dif. | Clasificación               |
| ---- | ------------- | ---- | -- | - | - | - | -- | -- | ---- | --------------------------- |
| 1    | Arsenal       | 10   | 6  | 2 | 4 | 0 | 11 | 6  | +5   | Acceso a octavos de final   |
| 2    | PSV Eindhoven | 10   | 6  | 3 | 1 | 2 | 6  | 7  | −1   | Acceso a octavos de final   |
| 3    | Panathinaikos | 9    | 6  | 2 | 3 | 1 | 11 | 8  | +3   | Acceso a la Copa de la UEFA |
| 4    | Rosenborg     | 2    | 6  | 0 | 2 | 4 | 6  | 13 | −7   |                             |

 Fuente: [cita requerida]
| \| Jor. \| Fecha \| Estadio \| Local \| Resultado \| Visitante \| \| ---- \| ---------------- \| ---------------------------- \| ------------- \| --------- \| ------------- \| \| 1 \| 14 de septiembre \| Apostolos Nikolaidis Stadium \| Panathinaikos \| 2:1 \| Rosenborg \| \| 1 \| 14 de septiembre \| Highbury \| Arsenal \| 1:0 \| PSV Eindhoven \| \| 2 \| 29 de septiembre \| Lerkendal \| Rosenborg \| 1:1 \| Arsenal \| \| 2 \| 29 de septiembre \| Philips Stadion \| PSV Eindhoven \| 1:0 \| Panathinaikos \| \| 3 \| 20 de octubre \| Apostolos Nikolaidis Stadium \| Panathinaikos \| 2:2 \| Arsenal \| \| 3 \| 20 de octubre \| Lerkendal \| Rosenborg \| 1:2 \| PSV Eindhoven \| \| 4 \| 2 de noviembre \| Highbury \| Arsenal \| 1:1 \| Panathinaikos \| \| 4 \| 2 de noviembre \| Philips Stadion \| PSV Eindhoven \| 1:0 \| Rosenborg \| \| 5 \| 24 de noviembre \| Lerkendal \| Rosenborg \| 2:2 \| Panathinaikos \| \| 5 \| 24 de noviembre \| Philips Stadion \| PSV Eindhoven \| 1:1 \| Arsenal \| \| 6 \| 7 de diciembre \| Apostolos Nikolaidis Stadium \| Panathinaikos \| 4:1 \| PSV Eindhoven \| \| 6 \| 7 de diciembre \| Highbury \| Arsenal \| 5:1 \| Rosenborg \| |                  |                              |               |           |               |
| Jor. | Fecha            | Estadio                      | Local         | Resultado | Visitante     |
| 1 | 14 de septiembre | Apostolos Nikolaidis Stadium | Panathinaikos | 2:1       | Rosenborg     |
| 1 | 14 de septiembre | Highbury                     | Arsenal       | 1:0       | PSV Eindhoven |
| 2 | 29 de septiembre | Lerkendal                    | Rosenborg     | 1:1       | Arsenal       |
| 2 | 29 de septiembre | Philips Stadion              | PSV Eindhoven | 1:0       | Panathinaikos |
| 3 | 20 de octubre    | Apostolos Nikolaidis Stadium | Panathinaikos | 2:2       | Arsenal       |
| 3 | 20 de octubre    | Lerkendal                    | Rosenborg     | 1:2       | PSV Eindhoven |
| 4 | 2 de noviembre   | Highbury                     | Arsenal       | 1:1       | Panathinaikos |
| 4 | 2 de noviembre   | Philips Stadion              | PSV Eindhoven | 1:0       | Rosenborg     |
| 5 | 24 de noviembre  | Lerkendal                    | Rosenborg     | 2:2       | Panathinaikos |
| 5 | 24 de noviembre  | Philips Stadion              | PSV Eindhoven | 1:1       | Arsenal       |
| 6 | 7 de diciembre   | Apostolos Nikolaidis Stadium | Panathinaikos | 4:1       | PSV Eindhoven |
| 6 | 7 de diciembre   | Highbury                     | Arsenal       | 5:1       | Rosenborg     |

### Grupo F
| Pos. | Equipo           | Pts. | PJ | G | E | P | GF | GC | Dif. | Clasificación               |
| ---- | ---------------- | ---- | -- | - | - | - | -- | -- | ---- | --------------------------- |
| 1    | Milan            | 13   | 6  | 4 | 1 | 1 | 10 | 3  | +7   | Acceso a octavos de final   |
| 2    | Barcelona        | 10   | 6  | 3 | 1 | 2 | 9  | 6  | +3   | Acceso a octavos de final   |
| 3    | Shakhtar Donetsk | 6    | 6  | 2 | 0 | 4 | 5  | 9  | −4   | Acceso a la Copa de la UEFA |
| 4    | Celtic           | 5    | 6  | 1 | 2 | 3 | 4  | 10 | −6   |                             |

 Fuente: [cita requerida]
| \| Jor. \| Fecha \| Estadio \| Local \| Resultado \| Visitante \| \| ---- \| ---------------- \| ----------------------- \| ---------------- \| --------- \| ---------------- \| \| 1 \| 14 de septiembre \| RSK Olympiyskiy \| Shakhtar Donetsk \| 0:1 \| Milan \| \| 1 \| 14 de septiembre \| Celtic Park \| Celtic \| 1:3 \| Barcelona \| \| 2 \| 29 de septiembre \| Estadio Giuseppe Meazza \| Milan \| 3:1 \| Celtic \| \| 2 \| 29 de septiembre \| Camp Nou \| Barcelona \| 3:0 \| Shakhtar Donetsk \| \| 3 \| 20 de octubre \| RSK Olympiyskiy \| Shakhtar Donetsk \| 3:0 \| Celtic \| \| 3 \| 20 de octubre \| Estadio Giuseppe Meazza \| Milan \| 1:0 \| Barcelona \| \| 4 \| 2 de noviembre \| Celtic Park \| Celtic \| 1:0 \| Shakhtar Donetsk \| \| 4 \| 2 de noviembre \| Camp Nou \| Barcelona \| 2:1 \| Milan \| \| 5 \| 24 de noviembre \| Estadio Giuseppe Meazza \| Milan \| 4:0 \| Shakhtar Donetsk \| \| 5 \| 24 de noviembre \| Camp Nou \| Barcelona \| 1:1 \| Celtic \| \| 6 \| 7 de diciembre \| RSK Olympiyskiy \| Shakhtar Donetsk \| 2:0 \| Barcelona \| \| 6 \| 7 de diciembre \| Celtic Park \| Celtic \| 0:0 \| Milan \| |                  |                         |                  |           |                  |
| Jor. | Fecha            | Estadio                 | Local            | Resultado | Visitante        |
| 1 | 14 de septiembre | RSK Olympiyskiy         | Shakhtar Donetsk | 0:1       | Milan            |
| 1 | 14 de septiembre | Celtic Park             | Celtic           | 1:3       | Barcelona        |
| 2 | 29 de septiembre | Estadio Giuseppe Meazza | Milan            | 3:1       | Celtic           |
| 2 | 29 de septiembre | Camp Nou                | Barcelona        | 3:0       | Shakhtar Donetsk |
| 3 | 20 de octubre    | RSK Olympiyskiy         | Shakhtar Donetsk | 3:0       | Celtic           |
| 3 | 20 de octubre    | Estadio Giuseppe Meazza | Milan            | 1:0       | Barcelona        |
| 4 | 2 de noviembre   | Celtic Park             | Celtic           | 1:0       | Shakhtar Donetsk |
| 4 | 2 de noviembre   | Camp Nou                | Barcelona        | 2:1       | Milan            |
| 5 | 24 de noviembre  | Estadio Giuseppe Meazza | Milan            | 4:0       | Shakhtar Donetsk |
| 5 | 24 de noviembre  | Camp Nou                | Barcelona        | 1:1       | Celtic           |
| 6 | 7 de diciembre   | RSK Olympiyskiy         | Shakhtar Donetsk | 2:0       | Barcelona        |
| 6 | 7 de diciembre   | Celtic Park             | Celtic           | 0:0       | Milan            |

### Grupo G
| Pos. | Equipo         | Pts. | PJ | G | E | P | GF | GC | Dif. | Clasificación               |
| ---- | -------------- | ---- | -- | - | - | - | -- | -- | ---- | --------------------------- |
| 1    | Inter de Milán | 14   | 6  | 4 | 2 | 0 | 14 | 3  | +11  | Acceso a octavos de final   |
| 2    | Werder Bremen  | 13   | 6  | 4 | 1 | 1 | 12 | 6  | +6   | Acceso a octavos de final   |
| 3    | Valencia       | 7    | 6  | 2 | 1 | 3 | 6  | 10 | −4   | Acceso a la Copa de la UEFA |
| 4    | Anderlecht     | 0    | 6  | 0 | 0 | 6 | 4  | 17 | −13  |                             |

 Fuente: [cita requerida]
| \| Jor. \| Fecha \| Estadio \| Local \| Resultado \| Visitante \| \| ---- \| ---------------- \| ----------------------- \| -------------- \| --------- \| -------------- \| \| 1 \| 14 de septiembre \| Mestalla \| Valencia \| 2:0 \| Anderlecht \| \| 1 \| 14 de septiembre \| Estadio Giuseppe Meazza \| Internazionale \| 2:0 \| Werder Bremen \| \| 2 \| 29 de septiembre \| Constant Vanden Stock \| Anderlecht \| 1:3 \| Internazionale \| \| 2 \| 29 de septiembre \| Weserstadion \| Werder Bremen \| 2:1 \| Valencia \| \| 3 \| 20 de octubre \| Mestalla \| Valencia \| 1:5 \| Internazionale \| \| 3 \| 20 de octubre \| Constant Vanden Stock \| Anderlecht \| 1:2 \| Werder Bremen \| \| 4 \| 2 de noviembre \| Estadio Giuseppe Meazza \| Internazionale \| 0:0 \| Valencia \| \| 4 \| 2 de noviembre \| Weserstadion \| Werder Bremen \| 5:1 \| Anderlecht \| \| 5 \| 24 de noviembre \| Constant Vanden Stock \| Anderlecht \| 1:2 \| Valencia \| \| 5 \| 24 de noviembre \| Weserstadion \| Werder Bremen \| 1:1 \| Internazionale \| \| 6 \| 7 de diciembre \| Mestalla \| Valencia \| 0:2 \| Werder Bremen \| \| 6 \| 7 de diciembre \| Estadio Giuseppe Meazza \| Internazionale \| 3:0 \| Anderlecht \| |                  |                         |                |           |                |
| Jor. | Fecha            | Estadio                 | Local          | Resultado | Visitante      |
| 1 | 14 de septiembre | Mestalla                | Valencia       | 2:0       | Anderlecht     |
| 1 | 14 de septiembre | Estadio Giuseppe Meazza | Internazionale | 2:0       | Werder Bremen  |
| 2 | 29 de septiembre | Constant Vanden Stock   | Anderlecht     | 1:3       | Internazionale |
| 2 | 29 de septiembre | Weserstadion            | Werder Bremen  | 2:1       | Valencia       |
| 3 | 20 de octubre    | Mestalla                | Valencia       | 1:5       | Internazionale |
| 3 | 20 de octubre    | Constant Vanden Stock   | Anderlecht     | 1:2       | Werder Bremen  |
| 4 | 2 de noviembre   | Estadio Giuseppe Meazza | Internazionale | 0:0       | Valencia       |
| 4 | 2 de noviembre   | Weserstadion            | Werder Bremen  | 5:1       | Anderlecht     |
| 5 | 24 de noviembre  | Constant Vanden Stock   | Anderlecht     | 1:2       | Valencia       |
| 5 | 24 de noviembre  | Weserstadion            | Werder Bremen  | 1:1       | Internazionale |
| 6 | 7 de diciembre   | Mestalla                | Valencia       | 0:2       | Werder Bremen  |
| 6 | 7 de diciembre   | Estadio Giuseppe Meazza | Internazionale | 3:0       | Anderlecht     |

### Grupo H
| Pos. | Equipo              | Pts. | PJ | G | E | P | GF | GC | Dif. | Clasificación               |
| ---- | ------------------- | ---- | -- | - | - | - | -- | -- | ---- | --------------------------- |
| 1    | Chelsea             | 13   | 6  | 4 | 1 | 1 | 10 | 3  | +7   | Acceso a octavos de final   |
| 2    | Porto               | 8    | 6  | 2 | 2 | 2 | 4  | 6  | −2   | Acceso a octavos de final   |
| 3    | CSKA Moscú          | 7    | 6  | 2 | 1 | 3 | 5  | 5  | 0    | Acceso a la Copa de la UEFA |
| 4    | París Saint-Germain | 5    | 6  | 1 | 2 | 3 | 3  | 8  | −5   |                             |

 Fuente: [cita requerida]
| \| Jor. \| Fecha \| Estadio \| Local \| Resultado \| Visitante \| \| ---- \| ---------------- \| ----------------- \| ------------------- \| --------- \| ------------------- \| \| 1 \| 14 de septiembre \| Parc des Princes \| París Saint-Germain \| 0:3 \| Chelsea \| \| 1 \| 14 de septiembre \| Estádio do Dragão \| Porto \| 0:0 \| CSKA Moscú \| \| 2 \| 29 de septiembre \| Stamford Bridge \| Chelsea \| 3:1 \| Porto \| \| 2 \| 29 de septiembre \| Estadio Lokomotiv \| CSKA Moscú \| 2:0 \| París Saint-Germain \| \| 3 \| 20 de octubre \| Parc des Princes \| París Saint-Germain \| 2:0 \| Porto \| \| 3 \| 20 de octubre \| Stamford Bridge \| Chelsea \| 2:0 \| CSKA Moscú \| \| 4 \| 2 de noviembre \| Estádio do Dragão \| Porto \| 0:0 \| París Saint-Germain \| \| 4 \| 2 de noviembre \| Estadio Lokomotiv \| CSKA Moscú \| 0:1 \| Chelsea \| \| 5 \| 24 de noviembre \| Stamford Bridge \| Chelsea \| 0:0 \| París Saint-Germain \| \| 5 \| 24 de noviembre \| Estadio Lokomotiv \| CSKA Moscú \| 0:1 \| Porto \| \| 6 \| 7 de diciembre \| Parc des Princes \| París Saint-Germain \| 1:3 \| CSKA Moscú \| \| 6 \| 7 de diciembre \| Estádio do Dragão \| Porto \| 2:1 \| Chelsea \| |                  |                   |                     |           |                     |
| Jor. | Fecha            | Estadio           | Local               | Resultado | Visitante           |
| 1 | 14 de septiembre | Parc des Princes  | París Saint-Germain | 0:3       | Chelsea             |
| 1 | 14 de septiembre | Estádio do Dragão | Porto               | 0:0       | CSKA Moscú          |
| 2 | 29 de septiembre | Stamford Bridge   | Chelsea             | 3:1       | Porto               |
| 2 | 29 de septiembre | Estadio Lokomotiv | CSKA Moscú          | 2:0       | París Saint-Germain |
| 3 | 20 de octubre    | Parc des Princes  | París Saint-Germain | 2:0       | Porto               |
| 3 | 20 de octubre    | Stamford Bridge   | Chelsea             | 2:0       | CSKA Moscú          |
| 4 | 2 de noviembre   | Estádio do Dragão | Porto               | 0:0       | París Saint-Germain |
| 4 | 2 de noviembre   | Estadio Lokomotiv | CSKA Moscú          | 0:1       | Chelsea             |
| 5 | 24 de noviembre  | Stamford Bridge   | Chelsea             | 0:0       | París Saint-Germain |
| 5 | 24 de noviembre  | Estadio Lokomotiv | CSKA Moscú          | 0:1       | Porto               |
| 6 | 7 de diciembre   | Parc des Princes  | París Saint-Germain | 1:3       | CSKA Moscú          |
| 6 | 7 de diciembre   | Estádio do Dragão | Porto               | 2:1       | Chelsea             |

## Fase eliminatoria
Los dieciséis equipos clasificados disputaron una serie de eliminatorias a ida y vuelta, hasta decidir los dos equipos clasificados para la final de Estambul. En la tabla se muestran todos los cruces de la segunda fase. El primer equipo de cada eliminatoria jugó como local el partido de ida, y el segundo jugó en su campo la vuelta. En los resultados se indica el marcador en la ida, seguido del de la vuelta.

La eliminatoria de octavos de final enfrentó a cada campeón de grupo con un segundo clasificado de un grupo distinto al suyo, con la ventaja de jugar el partido de vuelta como local, y con la restricción de no poder cruzarse dos conjuntos del mismo país. El sorteo se realizó el 17 de diciembre de 2004 en la sede de la UEFA en Nyon. El resto de eliminatorias se sortearon sin restricción alguna el 18 de marzo de 2005 en el mismo escenario.
| Grupo | Bombo 1 (Líderes de grupo) | Bombo 2 (Segundos de grupo) |
| ----- | -------------------------- | --------------------------- |
| A     | Mónaco                     | Liverpool                   |
| B     | Bayer Leverkusen           | Real Madrid                 |
| C     | Juventus                   | Bayern Múnich               |
| D     | Olympique de Lyon          | Manchester United           |
| E     | Arsenal                    | PSV Eindhoven               |
| F     | Milan                      | Barcelona                   |
| G     | Inter de Milán             | Werder Bremen               |
| H     | Chelsea                    | Porto                       |

### Eliminatorias
|  | Octavos de final                                                   | Octavos de final                                                   | Octavos de final                                                   | Octavos de final                                                   | Octavos de final                                                   |   |       | Cuartos de final                                               | Cuartos de final                                               | Cuartos de final                                               | Cuartos de final                                               | Cuartos de final                                               |  |    | Semifinales                                                   | Semifinales                                                   | Semifinales                                                   | Semifinales                                                   | Semifinales                                                   |  |    | Final                                                 | Final                                                 | Final                                                 |  |
|  | 22 al 23 de febrero de 2005 (ida) 8 al 9 de marzo de 2005 (vuelta) | 22 al 23 de febrero de 2005 (ida) 8 al 9 de marzo de 2005 (vuelta) | 22 al 23 de febrero de 2005 (ida) 8 al 9 de marzo de 2005 (vuelta) | 22 al 23 de febrero de 2005 (ida) 8 al 9 de marzo de 2005 (vuelta) | 22 al 23 de febrero de 2005 (ida) 8 al 9 de marzo de 2005 (vuelta) |   |       | 5 y 6 de abril de 2005 (ida) 12 y 13 de abril de 2005 (vuelta) | 5 y 6 de abril de 2005 (ida) 12 y 13 de abril de 2005 (vuelta) | 5 y 6 de abril de 2005 (ida) 12 y 13 de abril de 2005 (vuelta) | 5 y 6 de abril de 2005 (ida) 12 y 13 de abril de 2005 (vuelta) | 5 y 6 de abril de 2005 (ida) 12 y 13 de abril de 2005 (vuelta) |  |    | 26 y 27 de abril de 2005 (ida) 3 y 4 de mayo de 2005 (vuelta) | 26 y 27 de abril de 2005 (ida) 3 y 4 de mayo de 2005 (vuelta) | 26 y 27 de abril de 2005 (ida) 3 y 4 de mayo de 2005 (vuelta) | 26 y 27 de abril de 2005 (ida) 3 y 4 de mayo de 2005 (vuelta) | 26 y 27 de abril de 2005 (ida) 3 y 4 de mayo de 2005 (vuelta) |  |    | 25 de mayo de 2005 Estadio Olímpico Atatürk, Estambul | 25 de mayo de 2005 Estadio Olímpico Atatürk, Estambul | 25 de mayo de 2005 Estadio Olímpico Atatürk, Estambul |  |
|  |                                                                    |                                                                    |                                                                    |                                                                    |                                                                    |   |       |                                                                |                                                                |                                                                |                                                                |                                                                |  |    |                                                               |                                                               |                                                               |                                                               |                                                               |  |    |                                                       |                                                       |                                                       |  |
|  |                                                                    |                                                                    |                                                                    |                                                                    |                                                                    |   |       |                                                                |                                                                |                                                                |                                                                |                                                                |  |    |                                                               |                                                               |                                                               |                                                               |                                                               |  |    |                                                       |                                                       |                                                       |  |
|  | 2D                                                                 | Manchester United                                                  | 0                                                                  | 0                                                                  | 0                                                                  |   |       |                                                                |                                                                |                                                                |                                                                |                                                                |  |    |                                                               |                                                               |                                                               |                                                               |                                                               |  |    |                                                       |                                                       |                                                       |  |
|  | 2D                                                                 | Manchester United                                                  | 0                                                                  | 0                                                                  | 0                                                                  |   |       |                                                                |                                                                |                                                                |                                                                |                                                                |  |    |                                                               |                                                               |                                                               |                                                               |                                                               |  |    |                                                       |                                                       |                                                       |  |
|  | 1F                                                                 | Milan                                                              | 1                                                                  | 1                                                                  | 2                                                                  |   |       |                                                                |                                                                |                                                                |                                                                |                                                                |  |    |                                                               |                                                               |                                                               |                                                               |                                                               |  |    |                                                       |                                                       |                                                       |  |
|  | 1F                                                                 | Milan                                                              | 1                                                                  | 1                                                                  | 2                                                                  |   | 1F    | Milan                                                          | 2                                                              | 3                                                              | 5                                                              |                                                                |  |    |                                                               |                                                               |                                                               |                                                               |                                                               |  |    |                                                       |                                                       |                                                       |  |
|  |                                                                    |                                                                    |                                                                    |                                                                    |                                                                    |   | 1F    | Milan                                                          | 2                                                              | 3                                                              | 5                                                              |                                                                |  |    |                                                               |                                                               |                                                               |                                                               |                                                               |  |    |                                                       |                                                       |                                                       |  |
|  |                                                                    |                                                                    | 1G                                                                 | Inter de Milán                                                     | 0                                                                  | 0 | 0     |                                                                |                                                                |                                                                |                                                                |                                                                |  |    |                                                               |                                                               |                                                               |                                                               |                                                               |  |    |                                                       |                                                       |                                                       |  |
|  | 2H                                                                 | Porto                                                              | 1G                                                                 | Inter de Milán                                                     | 0                                                                  | 0 | 0     | 1                                                              | 1                                                              | 2                                                              |                                                                |                                                                |  |    |                                                               |                                                               |                                                               |                                                               |                                                               |  |    |                                                       |                                                       |                                                       |  |
|  | 2H                                                                 | Porto                                                              |                                                                    |                                                                    |                                                                    |   |       |                                                                |                                                                | 2                                                              |                                                                |                                                                |  |    |                                                               |                                                               |                                                               |                                                               |                                                               |  |    |                                                       |                                                       |                                                       |  |
|  | 1G                                                                 | Inter de Milán                                                     | 1                                                                  | 3                                                                  | 4                                                                  |   |       |                                                                |                                                                |                                                                |                                                                |                                                                |  |    |                                                               |                                                               |                                                               |                                                               |                                                               |  |    |                                                       |                                                       |                                                       |  |
|  | 1G                                                                 | Inter de Milán                                                     | 1                                                                  | 3                                                                  | 4                                                                  |   |       |                                                                |                                                                |                                                                |                                                                |                                                                |  | 1F | Milan (v.)                                                    | 2                                                             | 1                                                             | 3                                                             |                                                               |  |    |                                                       |                                                       |                                                       |  |
|  |                                                                    |                                                                    |                                                                    |                                                                    |                                                                    |   |       |                                                                |                                                                |                                                                |                                                                |                                                                |  | 1F | Milan (v.)                                                    | 2                                                             | 1                                                             | 3                                                             |                                                               |  |    |                                                       |                                                       |                                                       |  |
|  |                                                                    |                                                                    | 2E                                                                 | PSV Eindhoven                                                      | 0                                                                  | 3 | 3     |                                                                |                                                                |                                                                |                                                                |                                                                |  |    |                                                               |                                                               |                                                               |                                                               |                                                               |  |    |                                                       |                                                       |                                                       |  |
|  | 2G                                                                 | Werder Bremen                                                      | 2E                                                                 | PSV Eindhoven                                                      | 0                                                                  | 3 | 3     | 0                                                              | 2                                                              | 2                                                              |                                                                |                                                                |  |    |                                                               |                                                               |                                                               |                                                               |                                                               |  |    |                                                       |                                                       |                                                       |  |
|  | 2G                                                                 | Werder Bremen                                                      |                                                                    |                                                                    |                                                                    |   |       |                                                                |                                                                | 2                                                              |                                                                |                                                                |  |    |                                                               |                                                               |                                                               |                                                               |                                                               |  |    |                                                       |                                                       |                                                       |  |
|  | 1D                                                                 | Olympique de Lyon                                                  | 3                                                                  | 7                                                                  | 10                                                                 |   |       |                                                                |                                                                |                                                                |                                                                |                                                                |  |    |                                                               |                                                               |                                                               |                                                               |                                                               |  |    |                                                       |                                                       |                                                       |  |
|  | 1D                                                                 | Olympique de Lyon                                                  | 3                                                                  | 7                                                                  | 10                                                                 |   | 1D    | Olympique de Lyon                                              | 1                                                              | 1                                                              | 2 (2)                                                          |                                                                |  |    |                                                               |                                                               |                                                               |                                                               |                                                               |  |    |                                                       |                                                       |                                                       |  |
|  |                                                                    |                                                                    |                                                                    |                                                                    |                                                                    |   | 1D    | Olympique de Lyon                                              | 1                                                              | 1                                                              | 2 (2)                                                          |                                                                |  |    |                                                               |                                                               |                                                               |                                                               |                                                               |  |    |                                                       |                                                       |                                                       |  |
|  |                                                                    |                                                                    | 2E                                                                 | PSV Eindhoven (p.)                                                 | 1                                                                  | 1 | 2 (4) |                                                                |                                                                |                                                                |                                                                |                                                                |  |    |                                                               |                                                               |                                                               |                                                               |                                                               |  |    |                                                       |                                                       |                                                       |  |
|  | 2E                                                                 | PSV Eindhoven                                                      | 2E                                                                 | PSV Eindhoven (p.)                                                 | 1                                                                  | 1 | 2 (4) | 1                                                              | 2                                                              | 3                                                              |                                                                |                                                                |  |    |                                                               |                                                               |                                                               |                                                               |                                                               |  |    |                                                       |                                                       |                                                       |  |
|  | 2E                                                                 | PSV Eindhoven                                                      |                                                                    |                                                                    |                                                                    |   |       |                                                                |                                                                | 3                                                              |                                                                |                                                                |  |    |                                                               |                                                               |                                                               |                                                               |                                                               |  |    |                                                       |                                                       |                                                       |  |
|  | 1A                                                                 | Mónaco                                                             | 0                                                                  | 0                                                                  | 0                                                                  |   |       |                                                                |                                                                |                                                                |                                                                |                                                                |  |    |                                                               |                                                               |                                                               |                                                               |                                                               |  |    |                                                       |                                                       |                                                       |  |
|  | 1A                                                                 | Mónaco                                                             | 0                                                                  | 0                                                                  | 0                                                                  |   |       |                                                                |                                                                |                                                                |                                                                |                                                                |  |    |                                                               |                                                               |                                                               |                                                               |                                                               |  | 1F | Milan                                                 | 3 (2)                                                 |                                                       |  |
|  |                                                                    |                                                                    |                                                                    |                                                                    |                                                                    |   |       |                                                                |                                                                |                                                                |                                                                |                                                                |  |    |                                                               |                                                               |                                                               |                                                               |                                                               |  | 1F | Milan                                                 | 3 (2)                                                 |                                                       |  |
|  |                                                                    |                                                                    | 2A                                                                 | Liverpool (p.)                                                     | 3 (3)                                                              |   |       |                                                                |                                                                |                                                                |                                                                |                                                                |  |    |                                                               |                                                               |                                                               |                                                               |                                                               |  |    |                                                       |                                                       |                                                       |  |
|  | 2F                                                                 | Barcelona                                                          | 2A                                                                 | Liverpool (p.)                                                     | 3 (3)                                                              | 2 | 2     | 4                                                              |                                                                |                                                                |                                                                |                                                                |  |    |                                                               |                                                               |                                                               |                                                               |                                                               |  |    |                                                       |                                                       |                                                       |  |
|  | 2F                                                                 | Barcelona                                                          |                                                                    |                                                                    |                                                                    |   |       |                                                                |                                                                |                                                                |                                                                |                                                                |  |    |                                                               |                                                               |                                                               |                                                               |                                                               |  |    |                                                       |                                                       |                                                       |  |
|  | 1H                                                                 | Chelsea                                                            | 1                                                                  | 4                                                                  | 5                                                                  |   |       |                                                                |                                                                |                                                                |                                                                |                                                                |  |    |                                                               |                                                               |                                                               |                                                               |                                                               |  |    |                                                       |                                                       |                                                       |  |
|  | 1H                                                                 | Chelsea                                                            | 1                                                                  | 4                                                                  | 5                                                                  |   | 1H    | Chelsea                                                        | 4                                                              | 2                                                              | 6                                                              |                                                                |  |    |                                                               |                                                               |                                                               |                                                               |                                                               |  |    |                                                       |                                                       |                                                       |  |
|  |                                                                    |                                                                    |                                                                    |                                                                    |                                                                    |   | 1H    | Chelsea                                                        | 4                                                              | 2                                                              | 6                                                              |                                                                |  |    |                                                               |                                                               |                                                               |                                                               |                                                               |  |    |                                                       |                                                       |                                                       |  |
|  |                                                                    |                                                                    | 2C                                                                 | Bayern Múnich                                                      | 2                                                                  | 3 | 5     |                                                                |                                                                |                                                                |                                                                |                                                                |  |    |                                                               |                                                               |                                                               |                                                               |                                                               |  |    |                                                       |                                                       |                                                       |  |
|  | 2C                                                                 | Bayern Múnich                                                      | 2C                                                                 | Bayern Múnich                                                      | 2                                                                  | 3 | 5     | 3                                                              | 0                                                              | 3                                                              |                                                                |                                                                |  |    |                                                               |                                                               |                                                               |                                                               |                                                               |  |    |                                                       |                                                       |                                                       |  |
|  | 2C                                                                 | Bayern Múnich                                                      |                                                                    |                                                                    |                                                                    |   |       |                                                                |                                                                | 3                                                              |                                                                |                                                                |  |    |                                                               |                                                               |                                                               |                                                               |                                                               |  |    |                                                       |                                                       |                                                       |  |
|  | 1E                                                                 | Arsenal                                                            | 1                                                                  | 1                                                                  | 2                                                                  |   |       |                                                                |                                                                |                                                                |                                                                |                                                                |  |    |                                                               |                                                               |                                                               |                                                               |                                                               |  |    |                                                       |                                                       |                                                       |  |
|  | 1E                                                                 | Arsenal                                                            | 1                                                                  | 1                                                                  | 2                                                                  |   |       |                                                                |                                                                |                                                                |                                                                |                                                                |  | 1H | Chelsea                                                       | 0                                                             | 0                                                             | 0                                                             |                                                               |  |    |                                                       |                                                       |                                                       |  |
|  |                                                                    |                                                                    |                                                                    |                                                                    |                                                                    |   |       |                                                                |                                                                |                                                                |                                                                |                                                                |  | 1H | Chelsea                                                       | 0                                                             | 0                                                             | 0                                                             |                                                               |  |    |                                                       |                                                       |                                                       |  |
|  |                                                                    |                                                                    | 2A                                                                 | Liverpool                                                          | 0                                                                  | 1 | 1     |                                                                |                                                                |                                                                |                                                                |                                                                |  |    |                                                               |                                                               |                                                               |                                                               |                                                               |  |    |                                                       |                                                       |                                                       |  |
|  | 2A                                                                 | Liverpool                                                          | 2A                                                                 | Liverpool                                                          | 0                                                                  | 1 | 1     | 3                                                              | 3                                                              | 6                                                              |                                                                |                                                                |  |    |                                                               |                                                               |                                                               |                                                               |                                                               |  |    |                                                       |                                                       |                                                       |  |
|  | 2A                                                                 | Liverpool                                                          |                                                                    |                                                                    |                                                                    |   |       |                                                                |                                                                | 6                                                              |                                                                |                                                                |  |    |                                                               |                                                               |                                                               |                                                               |                                                               |  |    |                                                       |                                                       |                                                       |  |
|  | 1B                                                                 | Bayer Leverkusen                                                   | 1                                                                  | 1                                                                  | 2                                                                  |   |       |                                                                |                                                                |                                                                |                                                                |                                                                |  |    |                                                               |                                                               |                                                               |                                                               |                                                               |  |    |                                                       |                                                       |                                                       |  |
|  | 1B                                                                 | Bayer Leverkusen                                                   | 1                                                                  | 1                                                                  | 2                                                                  |   | 2A    | Liverpool                                                      | 2                                                              | 0                                                              | 2                                                              |                                                                |  |    |                                                               |                                                               |                                                               |                                                               |                                                               |  |    |                                                       |                                                       |                                                       |  |
|  |                                                                    |                                                                    |                                                                    |                                                                    |                                                                    |   | 2A    | Liverpool                                                      | 2                                                              | 0                                                              | 2                                                              |                                                                |  |    |                                                               |                                                               |                                                               |                                                               |                                                               |  |    |                                                       |                                                       |                                                       |  |
|  |                                                                    |                                                                    | 1C                                                                 | Juventus                                                           | 1                                                                  | 0 | 1     |                                                                |                                                                |                                                                |                                                                |                                                                |  |    |                                                               |                                                               |                                                               |                                                               |                                                               |  |    |                                                       |                                                       |                                                       |  |
|  | 2B                                                                 | Real Madrid                                                        | 1C                                                                 | Juventus                                                           | 1                                                                  | 0 | 1     | 1                                                              | 0                                                              | 1                                                              |                                                                |                                                                |  |    |                                                               |                                                               |                                                               |                                                               |                                                               |  |    |                                                       |                                                       |                                                       |  |
|  | 2B                                                                 | Real Madrid                                                        |                                                                    |                                                                    |                                                                    |   |       |                                                                |                                                                | 1                                                              |                                                                |                                                                |  |    |                                                               |                                                               |                                                               |                                                               |                                                               |  |    |                                                       |                                                       |                                                       |  |
|  | 1C                                                                 | Juventus (t. s.)                                                   | 0                                                                  | 2                                                                  | 2                                                                  |   |       |                                                                |                                                                |                                                                |                                                                |                                                                |  |    |                                                               |                                                               |                                                               |                                                               |                                                               |  |    |                                                       |                                                       |                                                       |  |
|  | 1C                                                                 | Juventus (t. s.)                                                   | 0                                                                  | 2                                                                  | 2                                                                  |   |       |                                                                |                                                                |                                                                |                                                                |                                                                |  |    |                                                               |                                                               |                                                               |                                                               |                                                               |  |    |                                                       |                                                       |                                                       |  |
|  |                                                                    |                                                                    |                                                                    |                                                                    |                                                                    |   |       |                                                                |                                                                |                                                                |                                                                |                                                                |  |    |                                                               |                                                               |                                                               |                                                               |                                                               |  |    |                                                       |                                                       |                                                       |  |

### Octavos de final
Esta eliminatoria fue el final del trayecto para los equipos representantes de la Liga española, Real Madrid y Barcelona, ambos emparejados con rivales difíciles. Marcelo Zalayeta acabó con el Real Madrid galáctico en la prórroga de la vuelta igual que hizo con el Barcelona dos años antes. Los azulgrana infligieron la primera derrota a José Mourinho como técnico del Chelsea en la ida en el Camp Nou, pero cayeron eliminados en Londres, encajando un 3-0 en la primera media hora de la vuelta. Ronaldinho recortó con dos goles, uno de penalti y otro desde fuera del área, poniendo al Barcelona en cabeza por la regla del gol visitante; sin embargo, John Terry anotó el gol decisivo en una jugada en la que nadie le defendió. El Olympique de Lyon se apuntó la goleada de esta edición, 7-2 ante el Werder Bremen, tras haberles vencido 0-3 en Alemania. También cayeron los finalistas de la anterior edición Oporto y Mónaco, así como el Arsenal, campeón invicto de la anterior Premier League. El Liverpool, que había quedado segundo de su grupo tras el Mónaco, se mostró solvente ganando los dos partidos ante el Bayer Leverkusen, que había ganado su grupo al Real Madrid.
| 22 de febrero de 2005 | Real Madrid  | 1:0 (1:0) | Juventus | Santiago Bernabéu, Madrid                                |                                                          |
|                       | Helguera 31' |           |          | Asistencia: 75.000 espectadores Árbitro(s): Ľuboš Micheľ | Asistencia: 75.000 espectadores Árbitro(s): Ľuboš Micheľ |

| 9 de marzo de 2005 | Juventus                      | 2:0 (0:0, 1:0) (t. s.) | Real Madrid | Stadio delle Alpi, Turín                                |                                                         |
|                    | Trezeguet 75' · Zalayeta 116' |                        |             | Asistencia: 68.850 espectadores Árbitro(s): Markus Merk | Asistencia: 68.850 espectadores Árbitro(s): Markus Merk |

| 22 de febrero de 2005 | Liverpool                                  | 3:1 (2:0) | Bayer Leverkusen | Anfield Road, Liverpool                                    |                                                            |
|                       | Luis García 15' · Riise 35' · Hamann 90+2' |           | França 90+3'     | Asistencia: 40.950 espectadores Árbitro(s): Kyros Vassaras | Asistencia: 40.950 espectadores Árbitro(s): Kyros Vassaras |

| 9 de marzo de 2005 | Bayer Leverkusen | 1:3 (0:2) | Liverpool                        | BayArena, Leverkusen                                   |                                                        |
|                    | Krzynówek 88'    |           | Luis García 28', 32' · Baroš 67' | Asistencia: 22.500 espectadores Árbitro(s): Alain Sars | Asistencia: 22.500 espectadores Árbitro(s): Alain Sars |

| 22 de febrero de 2005 | PSV Eindhoven | 1:0 (1:0) | Mónaco | Philips Stadion, Eindhoven                                        |                                                                   |
|                       | Alex 8'       |           |        | Asistencia: 31.225 espectadores Árbitro(s): Luis Medina Cantalejo | Asistencia: 31.225 espectadores Árbitro(s): Luis Medina Cantalejo |

| 9 de marzo de 2005 | Mónaco | 0:2 (0:1) | PSV Eindhoven                            | Stade Louis II, Mónaco                                    |                                                           |
|                    |        |           | Vennegoor of Hesselink 26' · Beasley 69' | Asistencia: 15.125 espectadores Árbitro(s): Steve Bennett | Asistencia: 15.125 espectadores Árbitro(s): Steve Bennett |

| 22 de febrero de 2005 | Bayern Múnich                      | 3:1 (1:0) | Arsenal   | Estadio Olímpico, Múnich                                       |                                                                |
|                       | Pizarro 4', 58' · Salihamidžić 65' |           | Touré 88' | Asistencia: 59.000 espectadores Árbitro(s): Kim Milton Nielsen | Asistencia: 59.000 espectadores Árbitro(s): Kim Milton Nielsen |

| 9 de marzo de 2005 | Arsenal   | 1:0 (0:0) | Bayern Múnich | Highbury, Londres                                             |                                                               |
|                    | Henry 66' |           |               | Asistencia: 35.450 espectadores Árbitro(s): Massimo De Santis | Asistencia: 35.450 espectadores Árbitro(s): Massimo De Santis |

| 23 de febrero de 2005 | Barcelona                  | 2:1 (0:1) | Chelsea             | Camp Nou, Barcelona                                      |                                                          |
|                       | Maxi López 67' · Eto'o 73' |           | Belletti 33' (a.g.) | Asistencia: 96.650 espectadores Árbitro(s): Anders Frisk | Asistencia: 96.650 espectadores Árbitro(s): Anders Frisk |

| 8 de marzo de 2005 | Chelsea                                            | 4:2 (3:2) | Barcelona                  | Stamford Bridge, Londres                                      |                                                               |
|                    | Guðjohnsen 8' · Lampard 17' · Duff 19' · Terry 76' |           | Ronaldinho 27' (pen.), 38' | Asistencia: 42.450 espectadores Árbitro(s): Pierluigi Collina | Asistencia: 42.450 espectadores Árbitro(s): Pierluigi Collina |

| 23 de febrero de 2005 | Manchester United | 0:1 (0:0) | Milan      | Old Trafford, Mánchester                                           |                                                                    |
|                       |                   |           | Crespo 78' | Asistencia: 67.150 espectadores Árbitro(s): Manuel Mejuto González | Asistencia: 67.150 espectadores Árbitro(s): Manuel Mejuto González |

| 8 de marzo de 2005 | Milan      | 1:0 (0:0) | Manchester United | St. Giuseppe Meazza, Milán                                 |                                                            |
|                    | Crespo 61' |           |                   | Asistencia: 79.100 espectadores Árbitro(s): Herbert Fandel | Asistencia: 79.100 espectadores Árbitro(s): Herbert Fandel |

| 23 de febrero de 2005 | Werder Bremen | 0:3 (0:1) | Olympique de Lyon                            | Weserstadion, Bremen                                           |                                                                |
|                       |               |           | Wiltord 9' (pen.) · Diarra 77' · Juninho 80' | Asistencia: 36.925 espectadores Árbitro(s): Frank de Bleeckere | Asistencia: 36.925 espectadores Árbitro(s): Frank de Bleeckere |

| 8 de marzo de 2005 | Olympique de Lyon                                                    | 7:2 (3:1) | Werder Bremen                  | Stade Gerland, Lyon                                         |                                                             |
|                    | Wiltord 8', 55' · Essien 17', 30' · Malouda 60' · Berthod 80' (pen.) |           | Micoud 32' · Ismaël 57' (pen.) | Asistencia: 38.925 espectadores Árbitro(s): Valentin Ivanov | Asistencia: 38.925 espectadores Árbitro(s): Valentin Ivanov |

| 23 de febrero de 2005 | Porto             | 1:1 (0:1) | Internazionale | Estádio do Dragão, Oporto                               |                                                         |
|                       | Ricardo Costa 61' |           | Martins 24'    | Asistencia: 38.180 espectadores Árbitro(s): Graham Poll | Asistencia: 38.180 espectadores Árbitro(s): Graham Poll |

| 15 de marzo de 2005 | Internazionale       | 3:1 (1:0) | Porto           | St. Giuseppe Meazza, Milán                              |                                                         |
|                     | Adriano 6', 63', 87' |           | Jorge Costa 69' | Asistencia: 65.275 espectadores Árbitro(s): Terje Hauge | Asistencia: 65.275 espectadores Árbitro(s): Terje Hauge |

### Cuartos de final
Liverpool, Chelsea y PSV Eindhoven, este último necesitando una tanda de penaltis, pasaron en tres eliminatorias igualadas. Por su parte, el Milan avanzó tras ser descalificado su vecino, el Inter, por lanzamiento de bengalas al campo por parte de la afición neroazurri.
| 5 de abril de 2005 | Liverpool                    | 2:1 (2:0) | Juventus      | Anfield Road, Liverpool                                        |                                                                |
|                    | Hyypiä 10' · Luis García 25' |           | Cannavaro 63' | Asistencia: 41.200 espectadores Árbitro(s): Frank de Bleeckere | Asistencia: 41.200 espectadores Árbitro(s): Frank de Bleeckere |

| 13 de abril de 2005 | Juventus | 0:0' | Liverpool | Stadio delle Alpi, Turín                                    |  |
|                     |          |      |           | Asistencia: 65.000 espectadores Árbitro(s): Valentin Ivanov |  |

| 5 de abril de 2005 | Olympique de Lyon | 1:1 (1:0) | PSV Eindhoven | Stade Gerland, Lyon                                           |                                                               |
|                    | Malouda 12'       |           | Cocu 79'      | Asistencia: 38.180 espectadores Árbitro(s): Pierluigi Collina | Asistencia: 38.180 espectadores Árbitro(s): Pierluigi Collina |

| 13 de abril de 2005 | PSV Eindhoven                                  | 1:1 (0:1) (4:2 p.)         | Olympique de Lyon                                 | Philips Stadion, Eindhoven                                     |                                                                |
|                     | Alex 50'                                       |                            | Wiltord 10'                                       | Asistencia: 35.000 espectadores Árbitro(s): Kim Milton Nielsen | Asistencia: 35.000 espectadores Árbitro(s): Kim Milton Nielsen |
|                     |                                                | Tiros desde el punto penal |                                                   |                                                                |                                                                |
|                     | Robert · Beasley · Bouma · Ooijer · van Bommel |                            | Abidal · Ben Arfa · Essien · Juninho Pernambucano |                                                                |                                                                |

| 6 de abril de 2005 | Chelsea                                 | 4:2 (1:0) | Bayern Múnich                             | Stamford Bridge, Londres                                 |                                                          |
|                    | Cole 4' · Lampard 60', 70' · Drogba 81' |           | Schweinsteiger 52' · Ballack 90+3' (pen.) | Asistencia: 42.500 espectadores Árbitro(s): Rene Temmink | Asistencia: 42.500 espectadores Árbitro(s): Rene Temmink |

| 12 de abril de 2005 | Bayern Múnich                             | 3:2 (0:1) | Chelsea                  | Estadio Olímpico, Múnich                                           |                                                                    |
|                     | Pizarro 65' · Guerrero 90' · Scholl 90+5' |           | Lampard 30' · Drogba 80' | Asistencia: 59.000 espectadores Árbitro(s): Manuel Mejuto González | Asistencia: 59.000 espectadores Árbitro(s): Manuel Mejuto González |

| 6 de abril de 2005 | Milan                       | 2:0 (1:0) | Internazionale | St. Giuseppe Meazza, Milán                             |                                                        |
|                    | Stam 45+1' · Shevchenko 74' |           |                | Asistencia: 79.000 espectadores Árbitro(s): Alain Sars | Asistencia: 79.000 espectadores Árbitro(s): Alain Sars |

| 12 de abril de 2005 | Internazionale | 0:1 (0:1) | Milan          | St. Giuseppe Meazza, Milán                              |                                                         |
|                     |                |           | Shevchenko 30' | Asistencia: 79.000 espectadores Árbitro(s): Markus Merk | Asistencia: 79.000 espectadores Árbitro(s): Markus Merk |

### Semifinales
Ambas eliminatorias fueron igualadas. El Milan eliminó al PSV por la regla del gol visitante. El Liverpool ganó al Chelsea por un global de 1-0, aunque el técnico blue, José Mourinho, protestó porque a su juicio el balón no entró totalmente en la portería.
| 26 de abril de 2005 | Milan                         | 2:0 (1:0) | PSV Eindhoven | St. Giuseppe Meazza, Milán                                 |                                                            |
|                     | Shevchenko 42' · Tomasson 90' |           |               | Asistencia: 75.000 espectadores Árbitro(s): Kyros Vassaras | Asistencia: 75.000 espectadores Árbitro(s): Kyros Vassaras |

| 4 de mayo de 2005 | PSV Eindhoven             | 3:1 (1:0) | Milan           | Philips Stadion, Eindhoven                              |                                                         |
|                   | Park 9' · Cocu 65', 90+2' |           | Ambrosini 90+1' | Asistencia: 35.000 espectadores Árbitro(s): Terje Hauge | Asistencia: 35.000 espectadores Árbitro(s): Terje Hauge |

| 27 de abril de 2005 | Chelsea | 0:0' | Liverpool | Stamford Bridge, Londres                               |  |
|                     |         |      |           | Asistencia: 42.500 espectadores Árbitro(s): Alain Sars |  |

| 3 de mayo de 2005 | Liverpool      | 1:0 (1:0) | Chelsea | Anfield Road, Liverpool                                  |                                                          |
|                   | Luis García 4' |           |         | Asistencia: 41.500 espectadores Árbitro(s): Ľuboš Micheľ | Asistencia: 41.500 espectadores Árbitro(s): Ľuboš Micheľ |

## Final
La final se disputó en el estadio Atatürk de Estambul, sede de la Selección turca de fútbol, y fue arbitrada por el español Manuel Mejuto González. El partido enfrentaba a dos de los más poderosos equipos de Europa, y los pronósticos situaban como favorito al Milan, por su mayor experiencia en finales europeas y por su mejor rendimiento a lo largo de todo el campeonato.
El Liverpool FC, dirigido por Rafa Benítez, presentaba en su alineación a un conjunto sólido y con experiencia liderado por Steven Gerrard, que dirigía el centro del campo Red; en ataque Luis García, quien había sido decisivo en toda la competición escorado a la derecha y el checo Milan Baroš en punta. La defensa sólida y con experiencia, con el irlandés Finnan, el finlandés Sami Hyypiä, Jamie Carragher y el malí Djimi Traoré. El AC Milan por su parte, dirigido por Carlo Ancelotti, depositaba la principal base de su confianza en una letal pareja atacante, Shevchenko-Hernán Crespo, con un trabajo intensivo en el centro del campo con Andrea Pirlo, Clarence Seedorf, Gennaro Gattuso y la gran estrella del equipo, Kaká. El eterno Paolo Maldini capitaneaba el equipo, 16 años después de disputar su primera final.
El conjunto Red salió dormido al terreno de juego, circunstancia aprovechada por Paolo Maldini para marcar el primer gol sin ni siquiera haber transcurrido un minuto de juego, siendo el gol más rápido de la historia de la competición y para furia del portero Red, Jerzy Dudek. El conjunto rossoneri dominó con claridad el partido y en el minuto 39 Hernán Crespo hizo el 0-2 en un gol en el que Dudek apenas pudo hacer nada. El argentino situó el 0-3 antes del descanso, dejando la final casi sentenciada para su equipo, y con los Reds marchándose al vestuario sin ni siquiera mostrar signos de reacción. En la segunda parte el Liverpool sufrió una total transformación y el capitán Steven Gerrard inició la remontada tras centro de Riise. Smicer marcó el 2-3 de un tremendo disparo y, tras un derribo de Gerrard en el área milanista, Mejuto González señaló un penalti que Xabi Alonso lanzó aprovechando el rechace de Dida para establecer el empate a tres. Antes del final, Djimi Traoré despejó un tiro de Andriy Shevchenko casi a puerta vacía y Dudek hizo dos paradas milagrosas deteniendo sendos tiros del delantero ucraniano a portería vacía poco antes de la conclusión del partido.
En la prórroga ningún equipo se logró imponer y se llegó inevitablemente a la lotería de los penaltis, a la cual el Liverpool llegó con la moral por las nubes tras lograr lo que parecía un milagro. Los fallos de Serginho y Andrea Pirlo pusieron al Liverpool con una ventaja de dos goles, recortada con el lanzamiento que Dida detuvo al noruego John Arne Riise, devolviendo así la esperanza al conjunto milanista. Finalmente Dudek detuvo el lanzamiento de Shevchenko, dando al Liverpool la quinta Copa de Europa de su historia, dos años después de que el ucraniano hiciese campeón a los milanistas convirtiendo entonces el último penalti de la tanda.
| 1          | POR        | Dida              |      |
| 2          | DEF        | Cafú              |      |
| 31         | DEF        | Jaap Stam         |      |
| 13         | DEF        | Alessandro Nesta  |      |
| 3          | DEF        | Paolo Maldini     |      |
| 21         | MED        | Andrea Pirlo      |      |
| 8          | MED        | Gennaro Gattuso   | 112' |
| 20         | MED        | Clarence Seedorf  | 86'  |
| 22         | MED        | Kaká              |      |
| 7          | DEL        | Andriy Shevchenko |      |
| 11         | DEL        | Hernán Crespo     | 85'  |
| Entrenador | Entrenador | Carlo Ancelotti   |      |

| 1          | POR        | Jerzy Dudek     |     |
| 3          | DEF        | Steve Finnan    | 46' |
| 23         | DEF        | Jamie Carragher |     |
| 4          | DEF        | Sami Hyypiä     |     |
| 21         | DEF        | Djimi Traoré    |     |
| 14         | MED        | Xabi Alonso     |     |
| 10         | MED        | Luis García     |     |
| 8          | MED        | Steven Gerrard  |     |
| 6          | MED        | John Arne Riise |     |
| 7          | DEL        | Harry Kewell    | 23' |
| 5          | DEL        | Milan Baroš     | 85' |
| Entrenador | Entrenador | Rafael Benítez  |     |

| 15 | DEL | Jon Dahl Tomasson | 85'  |
| 27 | MED | Serginho          | 86'  |
| 10 | MED | Rui Costa         | 112' |

| 11 | DEL | Vladimír Šmicer | 23' |
| 16 | MED | Dietmar Hamann  | 46' |
| 9  | DEL | Djibril Cissé   | 85' |

| Anotado | 1'  | Paolo Maldini | 1-0 |
| Anotado | 39' | Hernán Crespo | 2-0 |
| Anotado | 44' | Hernán Crespo | 3-0 |

| Anotado | 54' | Steven Gerrard  | 3-1 |
| Anotado | 56' | Vladimír Šmicer | 3-2 |
| Anotado | 60' | Xabi Alonso     | 3-3 |

| Serginho          | Fallo de penal   | 0:0 |                  |                 |
|                   |                  | 0:1 | Acierto de penal | Dietmar Hamann  |
| Andrea Pirlo      | Fallo de penal   | 0:1 |                  |                 |
|                   |                  | 0:2 | Acierto de penal | Djibril Cissé   |
| Jon Dahl Tomasson | Acierto de penal | 1:2 |                  |                 |
|                   |                  | 1:2 | Fallo de penal   | John Arne Riise |
| Kaká              | Acierto de penal | 2:2 |                  |                 |
|                   |                  | 2:3 | Acierto de penal | Vladimír Šmicer |
| Andriy Shevchenko | Fallo de penal   | 2:3 |                  |                 |

| Amonestado | 76' | Jamie Carragher |
| Amonestado | 81' | Milan Baroš     |

| Árbitro             | Manuel Enrique Mejuto González                     |
| Árbitros asistentes | Óscar David Martínez Samaniego Clemente Ayete Plou |
| Cuarto árbitro      | Arturo Daudén Ibáñez                               |

| 1          | POR        | Dida              |      |
| 2          | DEF        | Cafú              |      |
| 31         | DEF        | Jaap Stam         |      |
| 13         | DEF        | Alessandro Nesta  |      |
| 3          | DEF        | Paolo Maldini     |      |
| 21         | MED        | Andrea Pirlo      |      |
| 8          | MED        | Gennaro Gattuso   | 112' |
| 20         | MED        | Clarence Seedorf  | 86'  |
| 22         | MED        | Kaká              |      |
| 7          | DEL        | Andriy Shevchenko |      |
| 11         | DEL        | Hernán Crespo     | 85'  |
| Entrenador | Entrenador | Carlo Ancelotti   |      |

| 1          | POR        | Jerzy Dudek     |     |
| 3          | DEF        | Steve Finnan    | 46' |
| 23         | DEF        | Jamie Carragher |     |
| 4          | DEF        | Sami Hyypiä     |     |
| 21         | DEF        | Djimi Traoré    |     |
| 14         | MED        | Xabi Alonso     |     |
| 10         | MED        | Luis García     |     |
| 8          | MED        | Steven Gerrard  |     |
| 6          | MED        | John Arne Riise |     |
| 7          | DEL        | Harry Kewell    | 23' |
| 5          | DEL        | Milan Baroš     | 85' |
| Entrenador | Entrenador | Rafael Benítez  |     |

| 15 | DEL | Jon Dahl Tomasson | 85'  |
| 27 | MED | Serginho          | 86'  |
| 10 | MED | Rui Costa         | 112' |

| 11 | DEL | Vladimír Šmicer | 23' |
| 16 | MED | Dietmar Hamann  | 46' |
| 9  | DEL | Djibril Cissé   | 85' |

| Anotado | 1'  | Paolo Maldini | 1-0 |
| Anotado | 39' | Hernán Crespo | 2-0 |
| Anotado | 44' | Hernán Crespo | 3-0 |

| Anotado | 54' | Steven Gerrard  | 3-1 |
| Anotado | 56' | Vladimír Šmicer | 3-2 |
| Anotado | 60' | Xabi Alonso     | 3-3 |

| Serginho          | Fallo de penal   | 0:0 |                  |                 |
|                   |                  | 0:1 | Acierto de penal | Dietmar Hamann  |
| Andrea Pirlo      | Fallo de penal   | 0:1 |                  |                 |
|                   |                  | 0:2 | Acierto de penal | Djibril Cissé   |
| Jon Dahl Tomasson | Acierto de penal | 1:2 |                  |                 |
|                   |                  | 1:2 | Fallo de penal   | John Arne Riise |
| Kaká              | Acierto de penal | 2:2 |                  |                 |
|                   |                  | 2:3 | Acierto de penal | Vladimír Šmicer |
| Andriy Shevchenko | Fallo de penal   | 2:3 |                  |                 |

| Amonestado | 76' | Jamie Carragher |
| Amonestado | 81' | Milan Baroš     |

| Árbitro             | Manuel Enrique Mejuto González                     |
| Árbitros asistentes | Óscar David Martínez Samaniego Clemente Ayete Plou |
| Cuarto árbitro      | Arturo Daudén Ibáñez                               |

|                                   |
| Bandera de Inglaterra             |
| Campeón Liverpool F.C. 5.º título |

## Rendimiento general
| Pos. | Equipo              | Pts. | PJ | G | E | P | GF | GC | Dif. | Rend.  |
| ---- | ------------------- | ---- | -- | - | - | - | -- | -- | ---- | ------ |
| 1    | Liverpool           | 25   | 13 | 7 | 4 | 2 | 18 | 9  | +9   | 64.1%  |
| 2    | Milan               | 29   | 13 | 9 | 2 | 2 | 21 | 9  | +12  | 74.36% |
|      |                     |      |    |   |   |   |    |    |      |        |
| 3    | PSV Eindhoven       | 21   | 12 | 6 | 3 | 3 | 14 | 12 | +2   | 58.33% |
| 4    | Chelsea             | 20   | 12 | 6 | 2 | 4 | 21 | 13 | +8   | 55.56% |
|      |                     |      |    |   |   |   |    |    |      |        |
| 5    | Olympique de Lyon   | 21   | 10 | 6 | 3 | 1 | 29 | 12 | +17  | 70%    |
| 6    | Juventus            | 20   | 10 | 6 | 2 | 2 | 9  | 4  | +5   | 66.67% |
| 7    | Inter de Milán      | 18   | 10 | 5 | 3 | 2 | 18 | 10 | +8   | 60%    |
| 8    | Bayern Múnich       | 16   | 10 | 5 | 1 | 4 | 20 | 13 | +7   | 53.33% |
|      |                     |      |    |   |   |   |    |    |      |        |
| 9    | Real Madrid         | 14   | 8  | 4 | 2 | 2 | 12 | 10 | +2   | 58.33% |
| 10   | Arsenal             | 13   | 8  | 3 | 4 | 1 | 13 | 9  | +4   | 54.17% |
| 11   | Barcelona           | 13   | 8  | 4 | 1 | 3 | 13 | 11 | +2   | 54.17% |
| 12   | Werder Bremen       | 13   | 8  | 4 | 1 | 3 | 14 | 16 | −2   | 54.17% |
| 13   | Mónaco              | 12   | 8  | 4 | 0 | 4 | 10 | 7  | +3   | 50%    |
| 14   | Manchester United   | 11   | 8  | 3 | 2 | 3 | 14 | 11 | +3   | 45.83% |
| 15   | Bayer Leverkusen    | 11   | 8  | 3 | 2 | 3 | 15 | 13 | +2   | 45.83% |
| 16   | Porto               | 9    | 8  | 2 | 3 | 3 | 6  | 10 | −4   | 37.5%  |
|      |                     |      |    |   |   |   |    |    |      |        |
| 17   | Dinamo de Kiev      | 10   | 6  | 3 | 1 | 2 | 11 | 8  | +3   | 55.56% |
| 18   | Olympiacos          | 10   | 6  | 3 | 1 | 2 | 5  | 5  | 0    | 55.56% |
| 19   | Panathinaikos       | 9    | 6  | 2 | 3 | 1 | 11 | 8  | +3   | 50%    |
| 20   | Fenerbahçe          | 9    | 6  | 3 | 0 | 3 | 10 | 13 | −3   | 50%    |
| 21   | CSKA Moscú          | 7    | 6  | 2 | 1 | 3 | 5  | 5  | 0    | 38.89% |
| 22   | Valencia            | 7    | 6  | 2 | 1 | 3 | 6  | 10 | −4   | 38.89% |
| 23   | Shakhtar Donetsk    | 6    | 6  | 2 | 0 | 4 | 5  | 9  | −4   | 33.33% |
| 24   | París Saint-Germain | 5    | 6  | 1 | 2 | 3 | 3  | 8  | −5   | 27.78% |
| 25   | Celtic              | 5    | 6  | 1 | 2 | 3 | 4  | 10 | −6   | 27.78% |
| 26   | Ajax                | 4    | 6  | 1 | 1 | 4 | 6  | 10 | −4   | 22.22% |
| 27   | Maccabi Tel Aviv    | 4    | 6  | 1 | 1 | 4 | 4  | 12 | −8   | 22.22% |
| 28   | Rosenborg           | 2    | 6  | 0 | 2 | 4 | 6  | 13 | −7   | 11.11% |
| 29   | Deportivo La Coruña | 2    | 6  | 0 | 2 | 4 | 0  | 9  | −9   | 11.11% |
| 30   | Sparta Praga        | 1    | 6  | 0 | 1 | 5 | 2  | 13 | −11  | 5.56%  |
| 31   | Roma                | 1    | 6  | 0 | 1 | 5 | 4  | 16 | −12  | 5.56%  |
| 32   | Anderlecht          | 0    | 6  | 0 | 0 | 6 | 4  | 17 | −13  | 0%     |

## Jugadores premiados por la UEFA
| Jugadores premiados  | Jugadores premiados        |
| -------------------- | -------------------------- |
| Mejor jugador        | Steven Gerrard (Liverpool) |
| Mejor portero        | Petr Čech (Chelsea)        |
| Mejor defensa        | John Terry (Chelsea)       |
| Mejor centrocampista | Kaká (Milan)               |
| Mejor delantero      | Ronaldinho (Barcelona)     |